# HyperSCSI
HyperSCSI er en effektivt designet dataprotokol, der kan overføre diskdata med op til 100 MByte/s (Byte!) over Gigabit ethernet datanet. I stedet for f.eks. UltraSCSI 320 kabler på max. 15m, kan diskene placeres flere km (fiber) eller 100 m (over TP-kabler) væk fra serverne.